# Bandet går
Bandet går var ett program i Sveriges Radio P3 som sändes mellan 27 augusti 1971 och 23 januari 1979. I programmet spelades insända rullband och kassettband med lyssnares heminspelade låtar. Programledare var bland andra Kersti Adams-Ray.
Bland de artister som skickade in sina tidiga alster till programmet kan nämnas Philemon Arthur and the Dung, Ulf Lundell, Joakim Thåström, Per Gessle och Roland Cedermark.